# Körforgásos gazdaság

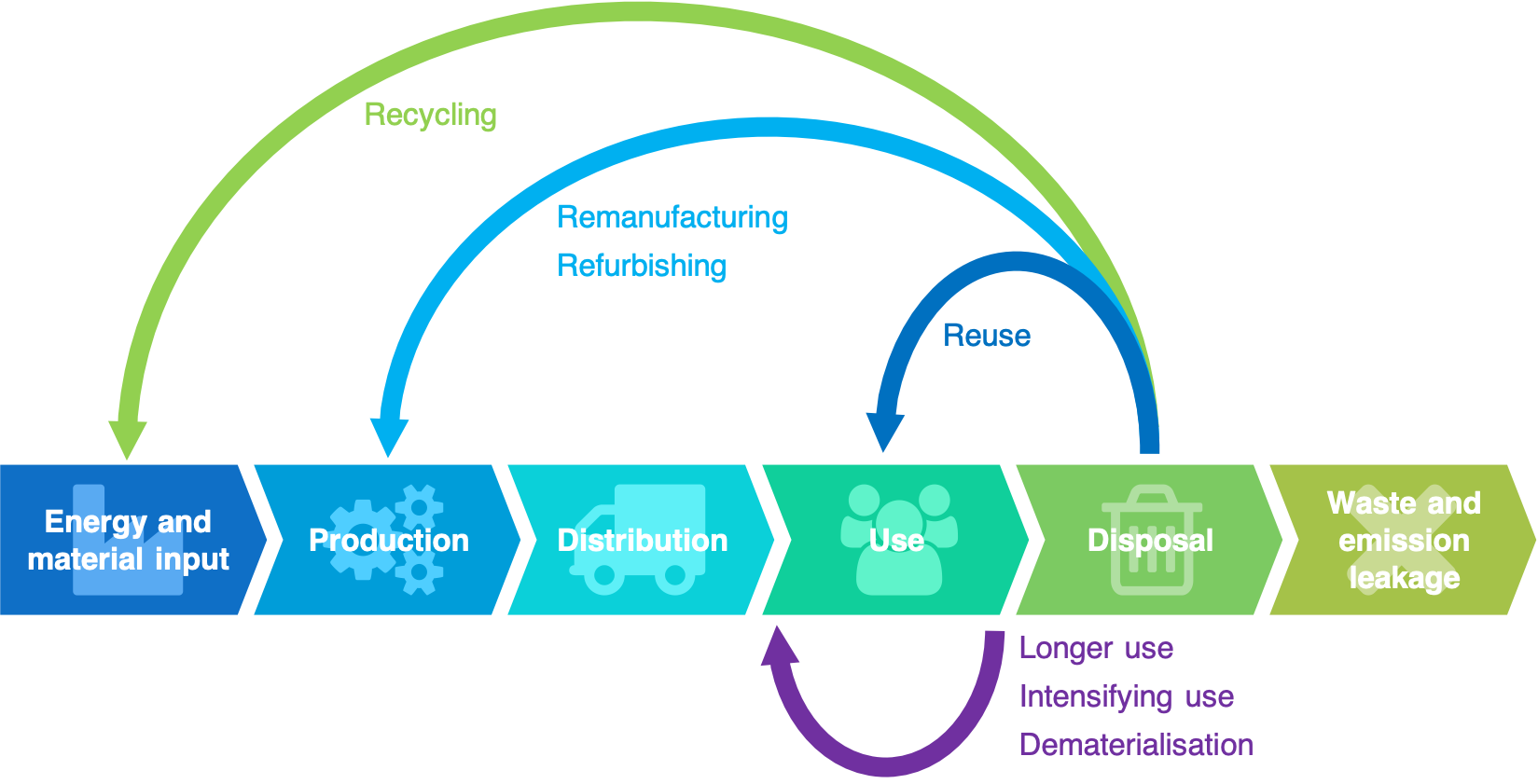
A körforgásos gazdaság elve.
Recycling=Újrahasznosítás; Remanufacturing, refurbishing=Újragyártás, felújítás; Reuse=Újfajta felhasználás; Energy and material input=Energia- és anyagbevitel; Production=Gyártás; Distribution=Elosztás; Use=Használat; Disposal=Eladás; Waste and emission leakage=Hulladék és ártalmatlanítás; Longer use, intensifying use, dematerialisation=Hosszabb használat, erőteljesebb használat, szétbontás

A körforgásos gazdaság vagy körkörös gazdaság koncepciója a fenntartható fejlődés egy fontos eleme. Lényege az, hogy a termékek életciklusát minél jobban meghosszabbítsuk és ezáltal lehetővé tegyük a minél kisebb új anyag- és energiaráfordítást és az ezzel járó fajlagos szénlábnyom-növekedést. A megoldást az jelentheti, hogy az elhasználódott terméket, ahelyett hogy megsemmisítenénk (elégetnénk vagy a szemétbe dobnánk, ahol vagy lebomlik, vagy hosszú ideig megmaradva a környezetet károsítja) vagy újra hasznosítjuk (esetleg az eredetitől teljesen más felhasználási célra), vagy anyagát, szükség esetén feljavítva vagy átalakítva újra feldolgozzuk egy ugyanolyan, hasonló, vagy teljesen más új termék előállítására. Ennek az új terméknek az elhasználódás utáni újrahasznosítása vagy újrafeldolgozása többször ismétlődhet – ez teszi körforgásossá a folyamatot.
A körforgásos gazdaság a hagyományos, ún. lineáris gazdaság ellentéte, amely a termékeket egyszeri felhasználásra szánja és elhasználódásukkor véglegesen megsemmisíti azokat.

## Előzmények
Az Európai Bizottság már 2014-ben megfogalmazta első tervezetét „Úton a körkörös gazdaság felé: »zéró hulladék« program Európa számára” címmel, amit 2015-ben átdolgozva új, átfogóbb javaslatot terjesztett elő, amely nemcsak a termékek életciklusának hulladék szakaszára, hanem már a teljes életciklusra koncentrált. Az ennek alapján 2020 márciusában benyújtott cselekvési terve tett javaslatokat a körforgásos gazdaságnak az Európai Unió területén történő megvalósítására, az ennek az elvnek megfelelő terméktervezésre („ökodizájn”), a hulladékcsökkenésre és a termékek javításának jogára. A cselekvési terv a legtöbb energiát fogyasztó ágazatokra helyezi a hangsúlyt, mint amilyen például az elektronikai par, az információs és kommunikációs technológia, a műanyagipar, az építőipar és a textilipar. A cselekvési tervet az Európai Parlament 2021 februárjában megszavazta és ennek alapján a Bizottság 2022 márciusában közzétette az első intézkedéscsomagot a körforgásos gazdaságra való átállás felgyorsításáról. A javaslatok között szerepel a fenntartható termékek népszerűsítése, a fogyasztók ösztönzése a „zöld átállásra”, az építési termékekről szóló rendelet felülvizsgálata, valamint a fenntartható textíliákra vonatkozó stratégia. (A „zöld átállás” lényege a ma használt fosszilis energiahordozók – szén, a lignit, olaj, földgáz – hatékony helyettesítése a klímavédelem szempontjából barátságos megoldásokkal (atomenergia, szél- és napenergia), a „zöld hidrogén” használatának elterjesztése és az energiatakarékosság.) A körforgásos gazdaság irányába történő elmozdulás az EU környezetvédelmi és gazdaságpolitikájának egyik legfontosabb célkitűzése.
A körforgásos gazdasági modell valójában nem újdonság, hanem egyfajta visszatérés a természet rendjéhez, hiszen a természetben szinte minden anyag (kémiai elem) körfolyamatokban vesz részt, és nincs hulladék: minden folyamat végterméke egy másik folyamat kiindulási anyaga. Ezt fejezi ki az angol „Cradle to Cradle” (bölcsőtől bölcsőig) kifejezés a körforgásos gazdasági rendszer jellegére.

## Az életciklus meghosszabbításának lehetőségei
A termék élettartamának megtöbbszörözésére több lehetőség kínálkozik:
- az egyik lehetőség az, hogy a nem teljesen ép darabot megjavít(tat)juk és tovább használjuk. Ez feltételezi, hogy megfelelő javítási lehetőség áll rendelkezésre, akár a javításhoz szükséges eszközök biztosításával (kereskedelmi tevékenység), akár a javítási munka szolgáltatóval történő elvégeztetés lehetőségével (ezekre utal a fentebb említett javításhoz való jog);
- egy további lehetőség az, hogy a megunt darabot valaki másnak adjuk és cserében kapunk egy másikat, amelyet tovább használunk, a régit pedig az új tulajdonos használja tovább. Ez a folyamat akár többször is ismétlődhet. Amikor a darab már végképp nem használható, akkor alapanyaga még mindig legyen újra feldolgozható, hasznosítható;
- az élettartam meghosszabbítása a termék tervezésével kezdődik: a lehetőség szerint megújuló forrásból származó, környezetkímélő anyagokból, környezetkímélő eljárásokkal készülő terméket olyan kivitellel kell előállítani, hogy javítható legyen, minél hosszabb ideig legyen használható, esetleg több egymást követő felhasználó számára is, valamint hogy a terméket alkotó különböző anyagok lehetőleg legyenek utólag elkülöníthetők, hogy ez megkönnyítse a szétválasztásukat és újrafeldolgozásukat. Az e feltételeknek megfelelő környezetbarát terméktervezési munka az „ökodizájn”;
- divatcikkeknél (ruházati cikkeknél, öltözködési kellékeknél) szorgalmazni kell az ún. fast fashion (gyors divat) visszaszorítását és helyette a slow fashion (lassú divat) irányzat elterjesztését, ami azt jelenti, hogy a vevők ne a gyorsan és sűrűn változó divathoz alkalmazkodva sűrűn cseréljék ruhatárukat (esetleg számos „divatjamúlt”, már nem használt ruhadarabot őrizve szekrényükben), hanem inkább a divatos (vagy kis átalakítással a mindenkori divathoz igazítható), tartós termékeket helyezzék előtérbe, ezzel hosszabbítva a termék életciklusát;
- nagy súlyt kell fektetni a hatékony elkülönített (szelektív) hulladékgyűjtésre és ennek fontosságát hangsúlyozni kell a fogyasztóközönség körében.

## A körforgásos gazdaság eszköztára
A fentiek alapján a körforgásos gazdaság eszköztárát a következő elemek alkotják:
1. Visszautasítás (Refuse): nyersanyaghasználat megelőzése, kevesebb, de tartósabb termék/fogyasztási cikk előállítása; tulajdonlás helyett szolgáltatás igénybevétele;
2. Csökkentés (Reduce): nyersanyaghasználat csökkentése, kevesebb, de tartósabb termék/fogyasztási cikk előállítása; csak olyan terméket vásároljunk, amire valóban szükségünk van;
3. Megújulás (Renew): a termék újratervezése a körforgásosság szemléletében; úgy tervezzük újra a termékeket, hogy azok hosszabb ideig, illetve az eredeti rendeltetésük vége után is használhatók legyenek valami másra;
4. Újrahasználat (Re-use): a termék újbóli használata (továbbadás újabb felhasználónak; amikor csak lehet, vásároljunk használt termékeket, amit pedig mi már nem használunk, annak igyekezzünk új tulajdonost találni;
5. Megjavítás (Repair): a termék karbantartása és javítása/javíttatása;
6. Felújítás (Refurbish): a termék felújítása a további használat érdekében;
7. Remanufacture (újragyártás): új termék készítése használt (ún. másodlagos) alapanyagból;
8. Továbbhasznosítás (Re-purpose): a termék újbóli felhasználása más célokra, más funkcióval;
9. Újrahasznosítás (Recycle): az alapanyagok minél nagyobb arányú újrahasznosítása;
10. Visszanyerés (Recover): a hulladékok elégetése vagy komposztálása során kinyert energia hasznosítása.

(Az angol szavak kezdőbetűi alapján ezt „10R” eszköztárnak nevezik.)

## A körforgásos gazdaság üzleti érdeke
Egy 150 vállalat körében végzett nemzetközi kutatás azt mutatta, hogy a körforgásos gazdasági modell alkalmazása pénzügyi előnyökkel is jár. A felmérés szerint a megkérdezettek 34 százaléka a fő teljesítménymutatókban 5 százalékos vagy annál nagyobb javulást jelentett a körforgásos gazdaság szellemében készült termékekre és erre az üzleti modellre való áttérésnek köszönhetően. A válaszadók 32 százaléka a bevételek növekedéséről, 38 százalékuk költségmegtakarítási előnyökről, 50 százalékuk az ügyfelek lojalitási mutatóinak javulásáról, 70 százalékuk pedig a márka elismertségének javulásáról számolt be.

## A bevezetés akadályai
Az elképzelés nagyon jó, de a bevezetés nem lesz egyszerű.
- Kérdés, hogy a feldolgozó üzemben rendelkezésre állnak-e azok a technológiák, amelyek egy meglévő termék anyagait elkülönítve egyenként újra használhatóvá tudják tenni/alakítani.
- A gyártóknak egyszerűbb, kényelmesebb, sőt gyakran olcsóbb is új nyersanyagot venni, mint egy már meglévő termékből kinyerni azt, ha egyáltalán van erre megfelelő berendezésük és technológiájuk.
- Ha az eredeti anyag újrahasznosíthatóvá tételét külső vállalat végzi, ez az ellátási láncot hosszabbítja meg.
- Az újrahasznosított anyag tulajdonságaiban nem minden esetben egyenértékű a vadonatújjal.

## A körforgásos gazdaság bevezetésének magyarországi helyzete[* 2]
Az Európai Unió kezdeményezését követve hazánkban 2018-ban a Holland Nagykövetség és az Innovációs és Technológiai Minisztérium kezdeményezésére megalakult a körforgásos gazdálkodás megvalósításának elősegítésére a Magyarországi Körforgásos Gazdasági Platform, A magyar országgyűlés 2021 februárjában fogadta el a hulladékgazdálkodási rendszer megújítására vonatkozó törvényjavaslatot, amelynek célja a körforgásos gazdaságra való átállás, az illegális hulladéklerakók felszámolása, a hulladékot illegálisan elhelyezők szigorúbb büntetése, és a visszaváltási rendszer kialakítása. Ez az első olyan törvénycsomag Magyarországon, amelyben a körforgásos gazdaságra való utalás megjelenik. Ebben a hangsúly a hulladékgazdálkodás szabályozásán van, de nem tartalmaz olyan átfogó stratégiát vagy útitervet, amely kijelölné a nemzetgazdaság számára a körforgásos gazdaságra való átmenethez szükséges célokat, eszközöket és teendőket.
A hulladékgazdálkodást tekintve több intézkedés történt: elkezdődött az illegális hulladéklerakók felszámolása, a szelektív hulladékgyűjtési pontok számának növelése, betiltották több egyszer használatos műanyagtermék gyártását és forgalmazását (fültisztító pálcikák, műanyag poharak, evőeszközök stb.), előkészítették az alumínium- és üvegvisszaváltási és betétdíjas rendszer létrehozását, szorgalmazzák a napelem termelőkapacitás bővítését. Megkezdődött egy nagyon korszerű csomagolóanyag-gyártó üzem létesítése, ahol a körforgásos gazdasági folyamatok példájaként közel 90%-ban újrahasznosított papírból gyártanak majd csomagolóanyagokat. A MOL gumibitumen projektjének célja a gumiabroncs-hulladékokból származó aszfalt-alapanyag létrehozása, amely – a hulladékhasznosítás mellett – minőségileg is előnyös, mert az ilyen aszfalt kevésbé koptatja az autók gumiját. Egy hazai start up cég Compocity néven olyan szerveshulladék-tároló edényt (”ökorobotot”) készített, amely komposztálással lehetővé teszi a városi zöldhulladék fenntartható hasznosítását. A Magyar Könnyűipari Szövetség és a Bánya-, Energia- és Ipari Szakszervezet konzorciuma által létrehozott Tex2Green (ejtsd: text-tu-grín) projekt egyik célja a fenntarthatóság fejlesztésének előmozdítása a ruházati termékek gyártásában és ennek keretében a hazai textil-, ruha-, bőr- és cipőiparban a körforgásos gazdaság elemeinek minél szélesebb körű megvalósítása (a környezetvédelmi szemléletű, ún. „zöld” közbeszerzés, hulladékok gyűjtése, kezelése és újrahasznosítása/újrafeldolgozása, az így keletkező másodlagos nyersanyagok piacának megteremtése).

## További információ
- A textilipar szerepe a körforgásos gazdaságban